# Grimsby (Canada)
Grimsby è una città dell'Ontario, in Canada, situata all'estremità orientale dell'area metropolitana di Hamilton. Prende il nome dall'omonima cittadina pescatori inglese del Lincolnshire nord-orientale. La maggior parte dei residenti risiede nell'area delimitata dal Lago Ontario e dalla Scarpata del Niagara, dove si trova un tratto del Bruce Trail.
Grimsby ha registrato una crescita significativa negli ultimi due decenni grazie alla sua posizione tra Hamilton e St. Catharines. La crescita è limitata dai confini naturali del Lago Ontario e dalla scarpata del Niagara. Alcuni residenti ritengono che lo sviluppo sia dannoso per la città poiché i frutteti vicini al centro cittadino vengono utilizzati per lo sviluppo residenziale; tuttavia, la maggior parte dei frutteti di Grimsby furono sostituiti da case tra gli anni '50 e '80 e oggi ne rimangono pochissimi.
Secondo un rapporto di fine 2019, la città dispone di 33 piccoli parchi, 17 più grandi e "molti più spazi verdi, campi sportivi, parcheggi, sentieri e strutture". Alcune attrazioni degne di nota a Grimsby sono il Grimsby Museum, la Grimsby Public Library, la Grimsby Public Art Gallery, il West Niagara YMCA, la Chiesa danese e l'arena di hockey (Peach King Centre), sede dei Grimsby Peach Kings.

## Clima
Il clima di Grimsby varia durante tutto l'anno; 12 °C – 15 °C in primavera, 21 °C – 33 °C in estate e 10 °C – 17 °C in autunno. Le temperature nei mesi invernali vanno da 4 °C a −16 °C, con circa 190 cm di neve all'anno.

## Storia
Un gruppo di lealisti dell'Impero Unito provenienti dalla Gran Bretagna si stabilì sul territorio (originariamente chiamato Township Number 6 e poi "The Forty") e fondò Grimsby nel 1790. Robert Nelles, un politico e in seguito tenente colonnello nella guerra anglo-americana, fu uno dei fondatori della città. La sua casa sulla Main Street West fu utilizzata per molte sessioni di pianificazione durante la guerra. Nel 1816, l'insediamento divenne noto come Grimsby, il nome della cittadina circostante, in memoria dell'omonima città portuale del North East Lincolnshire, in Inghilterra.
Il villaggio di Grimsby fu ufficialmente incorporato nel 1876 e divenne una città nel 1922. La comunità ha attraversato molti cambiamenti, da piccolo villaggio rurale a centro per la produzione di macchine agricole, mobili ospedalieri, fornaci e altri prodotti metallici; e in seguito il fulcro dell'industria frutticola della penisola del Niagara. Grimsby aveva anche un'industria della pesca di successo che durò fino agli anni '60. La città di Grimsby e la municipalità di North Grimsby furono fuse nel 1970 con la formazione del comune regionale di Niagara. Con una serie di aziende vinicole e distillerie, Grimsby ora funge da punto di partenza per visitare la regione vinicola del Niagara.
La prima organizzazione canadese simile a Chautauqua (un campo metodista) fu fondata nel 1859 a Grimsby Park su un terreno donato da JB Bowslaugh; Successivamente furono costruiti cottage colorati e alcuni visitatori trascorsero intere estati nella zona. Furono costruiti anche due alberghi e un tempio. Nel 1884 ne furono visitati oltre 50.000, ma nel 1900 l'interesse era diminuito. Nel 1909, la Grimsby Park Company fallì e la proprietà fu venduta per essere utilizzata come parco divertimenti. Il tempio e gli hotel furono distrutti negli anni '20. Nel 1910, il primo proprietario del parco divertimenti, Harry Wylie, aggiunse le giostre, un cinema e le montagne russe. La Canada Steamship Lines acquistò l'attività nel 1916, ma il parco decadde negli anni '20, principalmente a causa di molteplici incendi che consumarono molti degli edifici in legno. L'attività cessò nel 1950 e il terreno fu venduto a imprenditori che costruirono cottage. Molti dei cottage colorati furono distrutti da un incendio o demoliti nel corso degli anni. Nel 2019, il molo di Grimsby, dove un tempo attraccavano traghetti e navi a vapore, era in uno stato di rovina; il sindaco ha detto che spera che possa essere ripristinato.
Nel 2011, Grimsby è stata colpita da un tornado F0.
Grimsby è anche la città natale del regista di Hollywood Del Lord. È diventato acclamato come regista della maggior parte delle brevi commedie di vaudeville di Three Stooges. Successivamente, con la Columbia Pictures, ha diretto quasi 200 lungometraggi.

## Infrastrutture e trasporti
A dividere in due la città c'è la Queen Elizabeth Way, una delle autostrade dell'Ontario. Ha tre svincoli nella città, con Casablanca Boulevard a ovest, uno svincolo centrale per tre strade (Christie Street, Ontario Street e Maple Avenue) e Bartlett Avenue a est.
La stazione di Grimsby, sul lato sud dei binari ferroviari a ovest di Ontario Street e a sud di Queen Elizabeth Way, è servita dal treno Maple Leaf gestito congiuntamente da VIA Rail e Amtrak. È previsto il funzionamento di una stazione ferroviaria GO Transit sulla linea Lakeshore West, l'apertura era prevista nel 2021 come parte della Lakeshore West Line ma è stata interrotta alla fine del 2018. Dei tre siti per la stazione GO Transit di Grimsby valutati da Metrolinx, l'agenzia Crown che gestisce GO Transit, ha scelto come sito preferito per la stazione proposta la zona a ovest e adiacente a Casablanca Boulevard.
Nell'agosto 2020, Niagara Region Transit ha lanciato un progetto pilota di due anni per fornire un servizio di transito locale e regionale su richiesta per Grimsby e altre comunità vicine.
L'aeroporto regionale di Grimsby, un aeroporto privato per piccoli aerei, si trova a circa 6 km a sud-ovest del centro cittadino.